# Kunowo (powiat gostyński)
Kunowo (niem. Kunthal) – wieś w Polsce położona w województwie wielkopolskim, w powiecie gostyńskim, w gminie Gostyń.

## Historia Kunowa
Wieś duchowna, własność biskupstwa poznańskiego, pod koniec XVI wieku leżała w powiecie kościańskim województwa poznańskiego.
W latach 1954–1961 wieś należała i była siedzibą władz gromady Kunowo, po jej zniesieniu w gromadzie Gostyń. W latach 1975–1998 miejscowość należała administracyjnie do województwa leszczyńskiego.

## Instytucje oświatowe działające w Kunowie
- Szkoła Podstawowa im. Edmunda Bojanowskiego[5] (z oddziałem przedszkolnym)

## Osoby związane z Kunowem
- Paweł Piotrowski – złoty i srebrny medalista XIII Igrzysk Paraolimpijskich Ateny 2004 oraz srebrny i brązowy medalista z XIV Igrzysk Paraolimpijskich Pekin 2008